# José María Pino Suárez, Jiquipilas
José María Pino Suárez är en ort i Mexiko.   Den ligger i kommunen Jiquipilas och delstaten Chiapas, i den sydöstra delen av landet, 700 km sydost om huvudstaden Mexico City. José María Pino Suárez ligger 627 meter över havet och antalet invånare är 2 091.
Terrängen runt José María Pino Suárez är kuperad åt nordväst, men åt sydost är den platt. Runt José María Pino Suárez är det ganska glesbefolkat, med 34 invånare per kvadratkilometer. Närmaste större samhälle är Cintalapa de Figueroa, 19,9 km norr om José María Pino Suárez. Omgivningarna runt José María Pino Suárez är en mosaik av jordbruksmark och naturlig växtlighet.